# Bobby Sanabria
Bobby Sanabria (* 2. Juni 1957 in New York City) ist ein amerikanischer Jazzmusiker (Schlagzeug, Perkussion, Arrangement) mit puerto-ricanischen Wurzeln. Er gilt als Experte für Latin Jazz. Vier seiner Alben wurden für einen Grammy Award nominiert.

## Leben und Wirken
Sanabria ist ein Nuyorican, ein in New York geborener Sohn puerto-ricanischer Eltern. Er wurde in der South Bronx geboren, wo er auch aufgewachsen ist. Mit 17 Jahren stieg er bei Tito Puente ein. Zwischen 1975 und 1979 studierte er am Berklee College of Music in Boston. Dann gründete er seine Gruppe Ascensión. 1983 erhielt er ein Stipendium von der National Endowment for the Arts. 1992 war er als Musiker am Soundtrack des Filmes Mambo Kings beteiligt. Mit dem Afro-Cuban Jazz Orchestra von Mario Bauzá trat er in der Bill Cosby Show auf. Des Weiteren hat er mit Dizzy Gillespie, Mongo Santamaría, Chico Freeman, Paquito D’Rivera, Candido, Ray Barretto, Chico O’Farrill, Francisco Aguabella, Henry Threadgill, Luis „Perico“ Ortiz, Marco Rizo, Daniel Ponce, Patato Valdés und Jorge Sylvester gespielt, dem Cleveland Jazz Orchestra, der WDR Big Band Köln, Michael Gibbs, Charles McPherson, Phil Wilson, Randy Brecker, Charles Tolliver, Joe Chambers und John Fedchock. Er ist auch auf Alben von Carola Grey, Daniel Schnyder, Michael Mossman, Roswell Rudd/Yomo Toro und Chris Washburne zu hören.
Mit dem von ihm geleiteten Afro-Cuban Jazz Orchestra der Manhattan School of Music hat er zwei Grammy-nominierte Alben aufgenommen, Kenya Revisited Live !!! (2009) und Tito Puente Masterworks Live !!! (2011). Sanabrias Album Multiverse (2012) wurde für zwei Grammy Awards nominiert: Beste Latin-Jazz-Aufnahme und bestes Instrumental-Arrangement. Angesicht seines Albums West Side Story Reimagined wurde er in der BBC-Dokumentation West Side Stories: The Making of a Classic vorgestellt.
Sanabria unterrichtet Latin Jazz in New York an der Manhattan School of Music und der New School. Er hat Artikel für Fachmagazine wie Drum geschrieben und Liner Notes für diverse Alben verfasst. Er hat Musik für die Dokumentarfilme From Mambo to Hip Hop – A South Bronx Tale (2007) und Some Girls (2017) komponiert.

## Diskographische Hinweise
- 1993 – ¡New York City Ache! Featuring Tito Puente & Paquito D’Rivera
- 2000 – Afro-Cuban Dream: Live and in Clave (Grammy-Nomination)
- 2002 – Bobby Sanabria & ¡Quarteto Aché!
- 2003 – 50 Years of Mambo: A Tribute to Damaso Perez Prado – Mambo All-Stars Orchestra (Mambo Maniacs; Grammy-Nomination)
- 2007 – Big Band Urban Folktales – Bobby Sanabria Big Band (Jazzheads; Grammy-Nomination)
- 2009 – Kenya Revisited Live!!! – Bobby Sanabria Conducting the Manhattan School of Music Afro-Cuban Jazz Orchestra (Jazzheads; Grammy-Nomination)
- 2011 – Tito Puente Masterworks Live!!! – Bobby Sanabria Conducting the Manhattan School of Music Afro-Cuban Jazz Orchestra (Jazzheads; Grammy-Nomination)
- 2012 – Multiverse, Featuring La Bruja & Chareneè Wade (Grammy-Nomination)
- 2021 – West Side Story Reimagined (Grammy-Nomination)